# Portal del Motxo
El Portal del Motxo és una obra de Miravet (Ribera d'Ebre) inclosa a l'Inventari del Patrimoni Arquitectònic de Catalunya. Està situat al sud del nucli urbà de la població de Miravet, a la banda de llevant del nucli antic i donant accés a aquest.

## Descripció
Es tracta de l'antic portal d'accés a l'interior del Cap de la Vila, situat al carrer del Forn i actualment recuperat com a passadís cobert. Consta de dos trams separats pel carrer de la Palla, disposat en transversal al traçat del carrer del Forn. Interiorment, els dos trams de passadís estan coberts per sostres embigats de fusta. El passadís està obert a tramuntana mitjançant un arc de mig punt bastit en maons, mentre que a migdia l'obertura és rectangular.